# Nigel F. Palmer

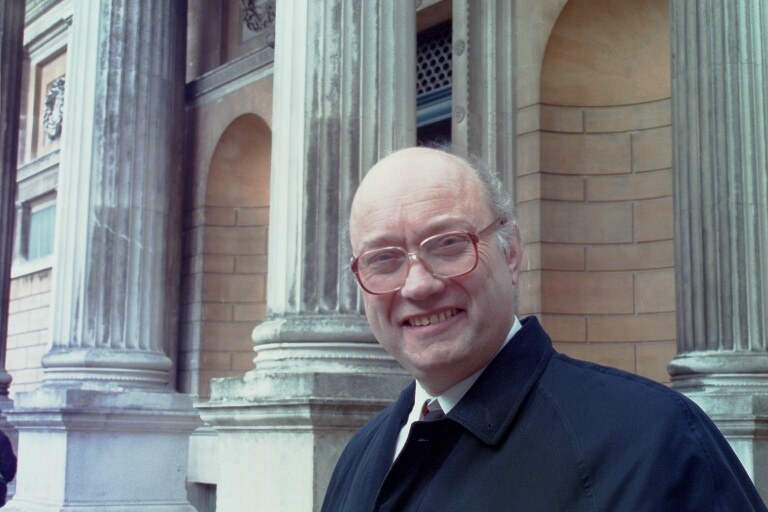
Nigel F. Palmer vor dem Ashmolean Museum (2001)

Nigel Fenton Palmer FBA (* 28. Oktober 1946 in Ashton-under-Lyne, Lancashire; † 8. Mai 2022 in Oxford) war ein britischer Germanist und Hochschullehrer an der Universität Oxford.

## Leben
Nigel F. Palmer studierte ab 1965 am Worcester College (University of Oxford) Germanistik bei Ruth Harvey. 1967/68 verbrachte er ein Auslandsjahr an der Universität Wien und schloss dann 1969 sein Studium in Oxford ab.
Er promovierte 1975 mit einer Dissertation über die deutschen und niederländischen Versionen der Visio Tnugdali, während er schon seit 1970 als Germanistikdozent an der Universität Durham tätig war. 1976 wurde er Fellow in Oriel College und Universitätsdozent für germanistische Mediävistik an der Universität Oxford. 1992 erhielt er den Oxforder Lehrstuhl für germanistische Mediävistik als Nachfolger seines Doktorvaters Peter Ganz. Gleichzeitig wurde er Professorial Fellow an St Edmund Hall. Er unterrichtete in Oxford bis zu seiner Emeritierung im Jahr 2012.
Zahlreiche Forschungsaufenthalte verbrachte Palmer an der Universität Würzburg, wo er mit Kurt Ruh zusammenarbeitete; 1986/87 ermöglichte ihm ein Humboldt-Stipendium ein Forschungsjahr in Berlin. Gastprofessuren führten ihn nach London, 1999/2000 an die Universität Tübingen, 1998/99 (Wolfgang-Stammler-Gastprofessur für Germanische Philologie) an die Universität Freiburg (Schweiz) und im Sommersemester 2006 und öfter an der Albert-Ludwigs-Universität Freiburg.

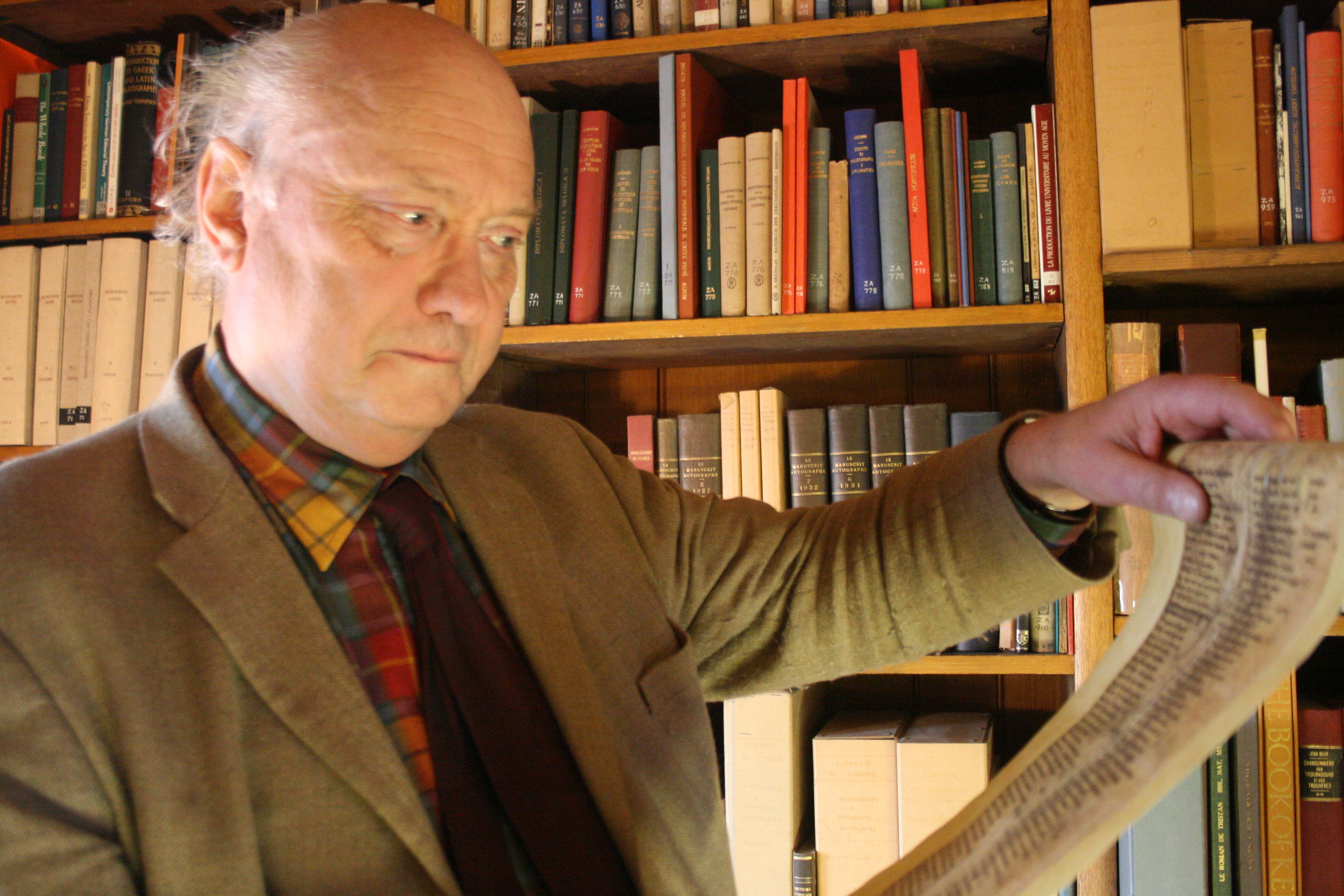
Nigel F. Palmer zeigt die Faksimile-Rolle des Osterspiels von Muri im Taylorian Institute

Seit 1997 war er Mitglied der British Academy und seit 1993 der Kommission für Deutsche Literatur des Mittelalters der Bayerischen Akademie der Wissenschaften. 2007 wurde er mit dem Humboldt-Forschungspreis ausgezeichnet. Im Jahr darauf wurde er zum korrespondierenden Mitglied der Mediaeval Academy of America gewählt und 2010 zum korrespondierenden Mitglied der Akademie der Wissenschaften zu Göttingen, philologisch-historische Klasse. Palmer war Fellow am Freiburg Institute for Advanced Studies (FRIAS) der Albert-Ludwigs-Universität Freiburg; sein Projekt hier war eine kritische Ausgabe und Kommentierung des Begerin-Gebetbuchs, zusammen mit Jeffrey F. Hamburger.
2012 war er gemeinsam mit Jürgen Wolf Fachgutachter im Fall des Verkaufs der Gymnasialbibliothek Stralsund. Im Ergebnis dieses Gutachtens ist die Hansestadt Stralsund um eine Rückabwicklung des Verkaufs und eine Wiederherstellung der zerschlagenen Sammlung bemüht. 2021 erschien in einer internationalen Kooperation die Neuausgabe des Bardewikschen Codex, für die er die Textanalyse beisteuerte und maßgeblich an der Kommentierung beteiligt war.
2013 wurde er von der Universität Bern mit dem Ehrendoktor ausgezeichnet. Die Zeitschrift Oxford German Studies widmete Nigel Palmer 2017 das Sonderheft Bd. 46, Nr. 2: „German Manuscripts in Oxford“. 2021 erschien eine Würdigung seiner Arbeit als Herausgeber der Oxford German Studies. 2022 erhielt er als erster Preisträger den Meister-Eckhart-Forschungspreis.

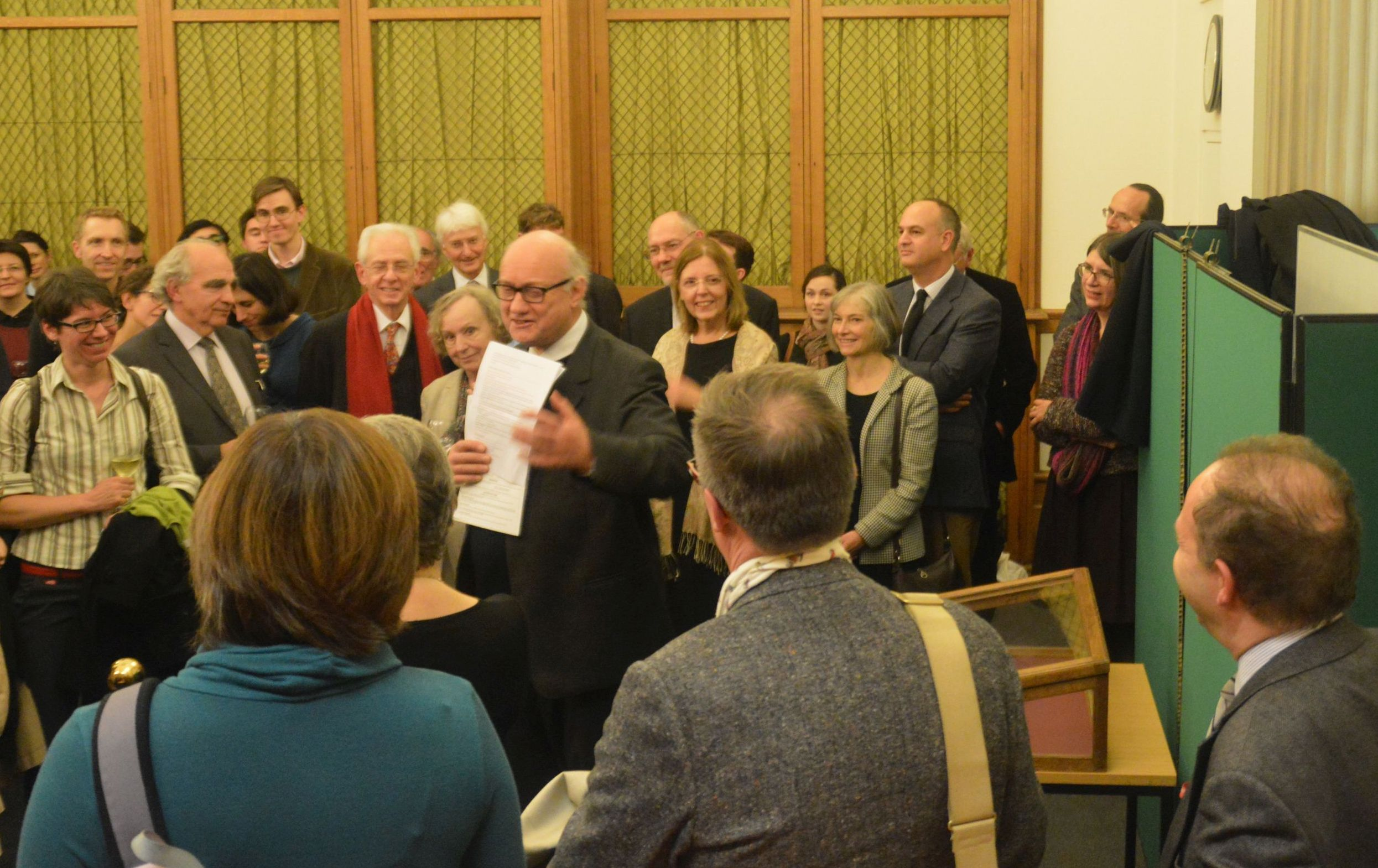
Prof. Nigel F. Palmers Danksagung an Kolleg:innen und Freund:innen anläßlich der Erwerbung einer Handschrift für die Bodleian zu seinem 70. Geburtstag, Taylor Institution Library, Oxford

## Publikationen (Auswahl)
- „Visio Tnugdali“: the German and Dutch translations and their circulation in the later Middle Ages. Artemis-Verlag, München/Zürich 1982 (= Münchener Texte und Untersuchungen zur deutschen Literatur des Mittelalters. Band 76), ISBN 3-7608-3376-4. Zugleich: Dissertation Oxford 1975.
- mit Klaus Speckenbach: Träume und Kräuter. Studien zur Petroneller 'Circa instans'-Handschrift und zu den deutschen Traumbüchern des Mittelalters. Köln/Wien 1990 (= Pictura et poesis. Interdisziplinäre Studien zum Verhältnis von Literatur und Kunst. Band 4).
- German Literary Culture in the Twelfth and Thirteenth Centuries. An Inaugural Lecture delivered before the University of Oxford on 4 March 1993. Clarendon Press, Oxford 1993.
- Die lateinisch-deutsche „Berliner Nativitätsprognostik“. In: Josef Domes, Werner E. Gerabek, Bernhard D. Haage, Christoph Weißer, Volker Zimmermann (Hrsg.): Licht der Natur. Medizin in Fachliteratur und Dichtung. Festschrift für Gundolf Keil zum 60. Geburtstag. Kümmerle, Göppingen 1994, ISBN 3-87452-829-4, S. 251–291.
- Zisterzienser und ihre Bücher. Die mittelalterliche Bibliotheksgeschichte von Kloster Eberbach im Rheingau. Schnell & Steiner, Regensburg 1998.
- als Hrsg. mit Christoph Gerhardt: Das Münchner Gedicht von den 15 Zeichen vor dem Jüngsten Gericht. Edition und Kommentar (= Texte des späten Mittelalters und der frühen Neuzeit). Erich Schmidt Verlag, Berlin 2002. Der Katalog aller mittelalterlichen und frühneuzeitlichen Textzeugen der '15 Vorzeichen des Jüngsten Gerichts' ist zugänglich über den Handschriftencensus (PDF)
- Bibelübersetzung und Heilsgeschichte: Studien zur Freiburger Perikopenhandschrift von 1462 und zu den deutschsprachigen Lektionaren des 15. Jahrhunderts. Mit einem Anhang: Deutschsprachige Handschriften, Inkunabeln und Frühdrucke aus Freiburger Bibliotheksbesitz bis ca. 1600. (Wolfgang Stammler Gastprofessur für Germanische Philologie 9) De Gruyter, Berlin 2007, ISBN 978-3-11-091815-1 (mit Curriculum Vitae, S. 225, und Schriftenverzeichnis 1973–2007)
- mit Jeffrey F. Hamburger: The Prayer Book of Ursula Begerin. Band 1: Art-Historical and Literary Introduction. With a Conservation Report by Ulrike Bürger. Band 2: Reproductions and Critical Edition. Urs Graf, Dietikon-Zürich, Zürich 2015, ISBN 978-3-85951-280-1.
- mit Sigrid Hirbodian und Peter Rückert: Württemberg als Kulturlandschaft. Literatur und Buchkultur an Klöstern und Höfen im späteren Mittelalter (= Kulturtopographie des alemannischen Raums. Band. 12). De Gruyter, Berlin 2023, ISBN 978-3-11-077824-3.
- Unterrichtstexte für die Vorlesung Osterspiele an der Universität Oxford mit englischer Einleitung: Osterspiel von Muri, Innsbrucker Osterspiel.